# Steinbruch Am Bähnchen

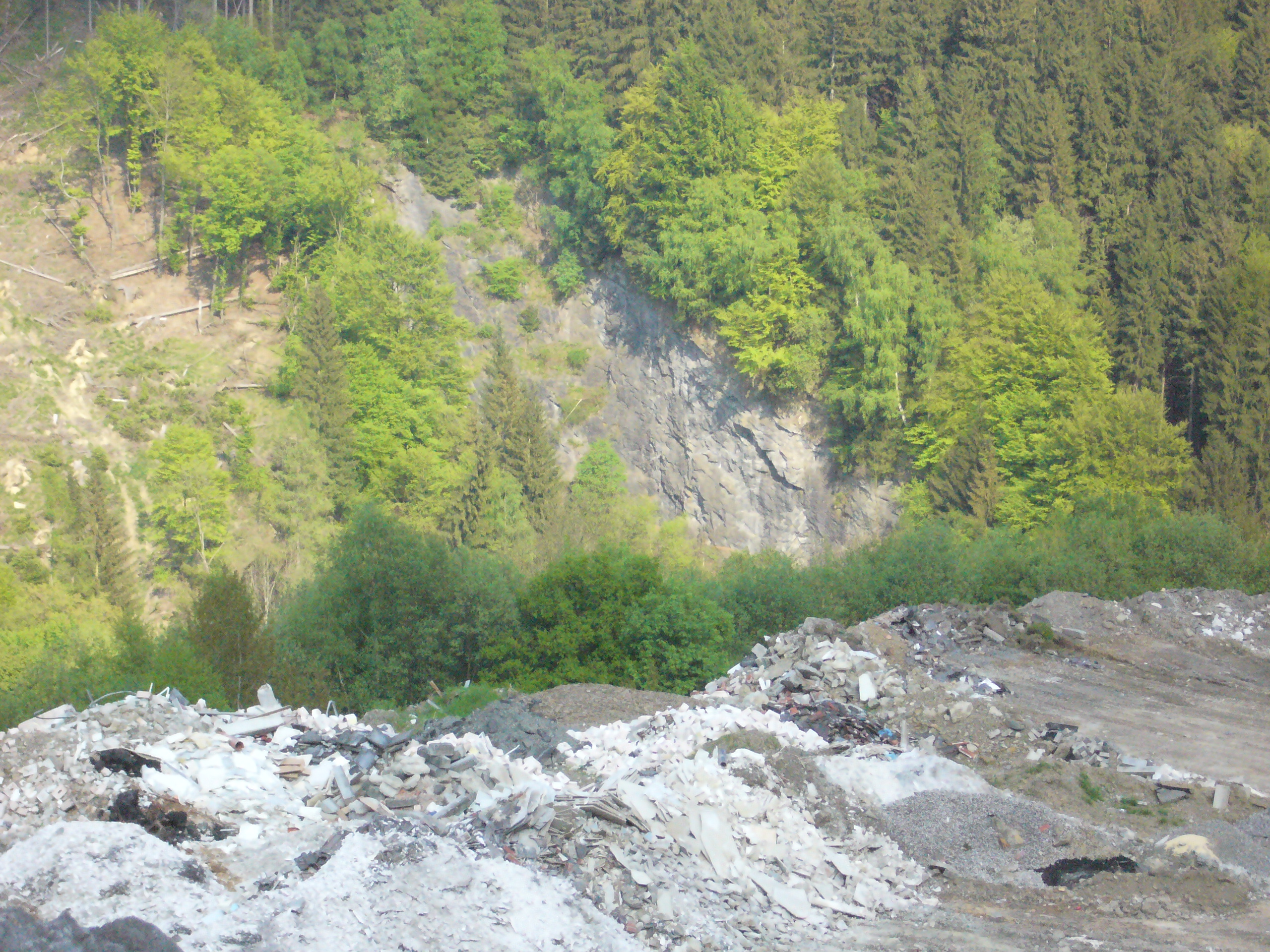
Steinbruch Am Bähnchen von der Deponie im Steinbruch Ostenberg aus gesehen

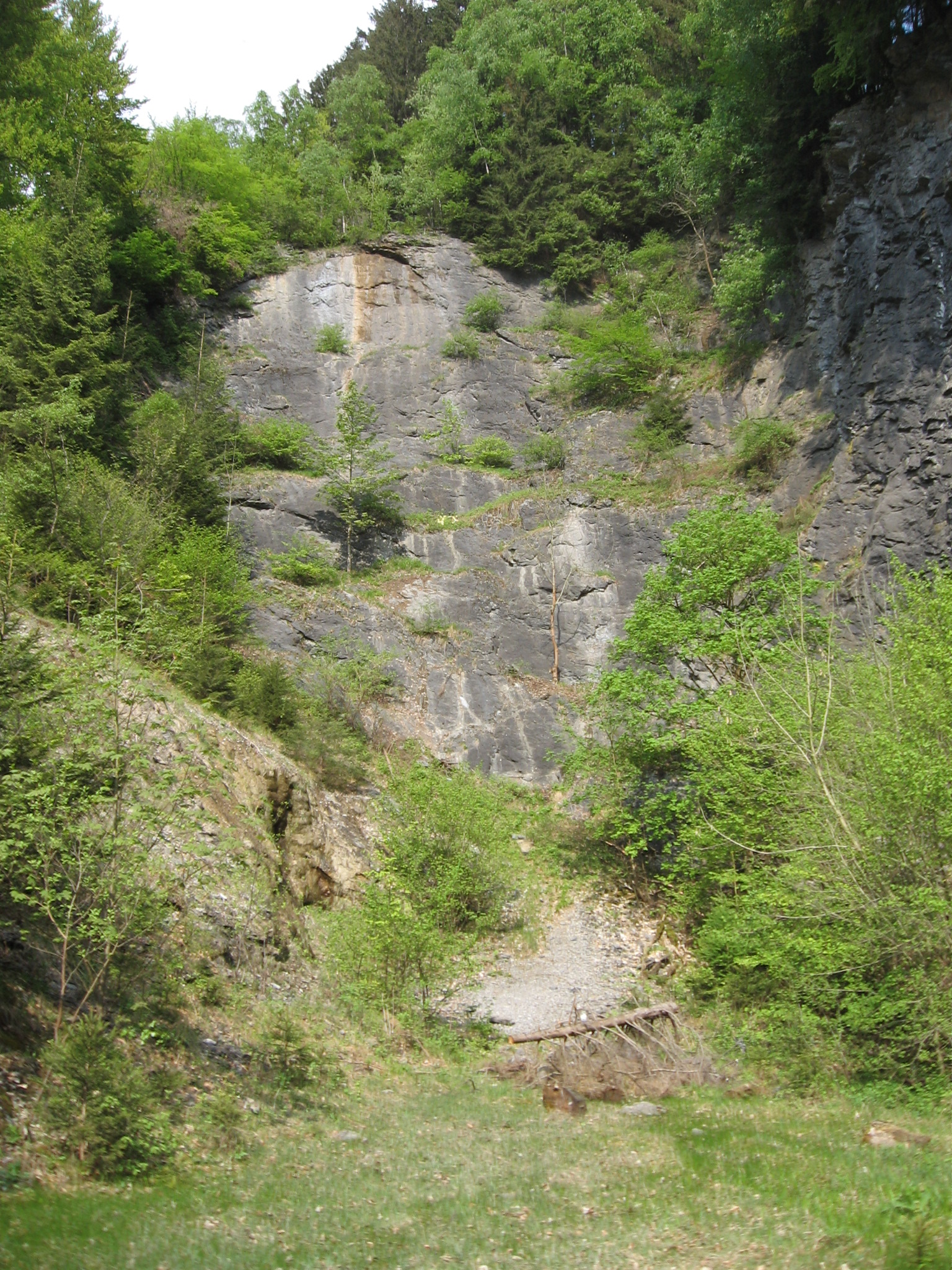
Blick vom Westrand des Bruchs nach Osten

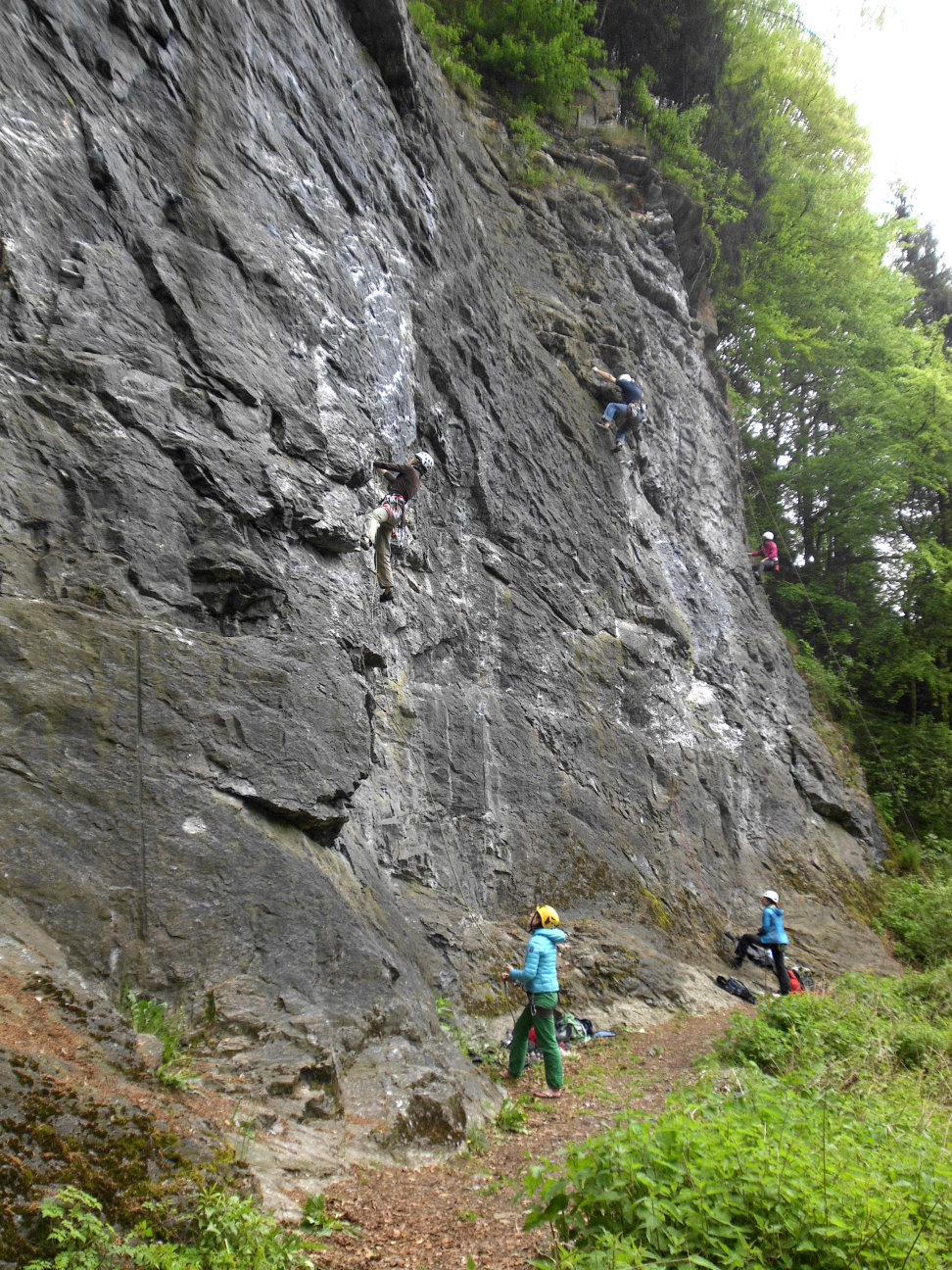
Kletterer im Steinbruch Am Bähnchen

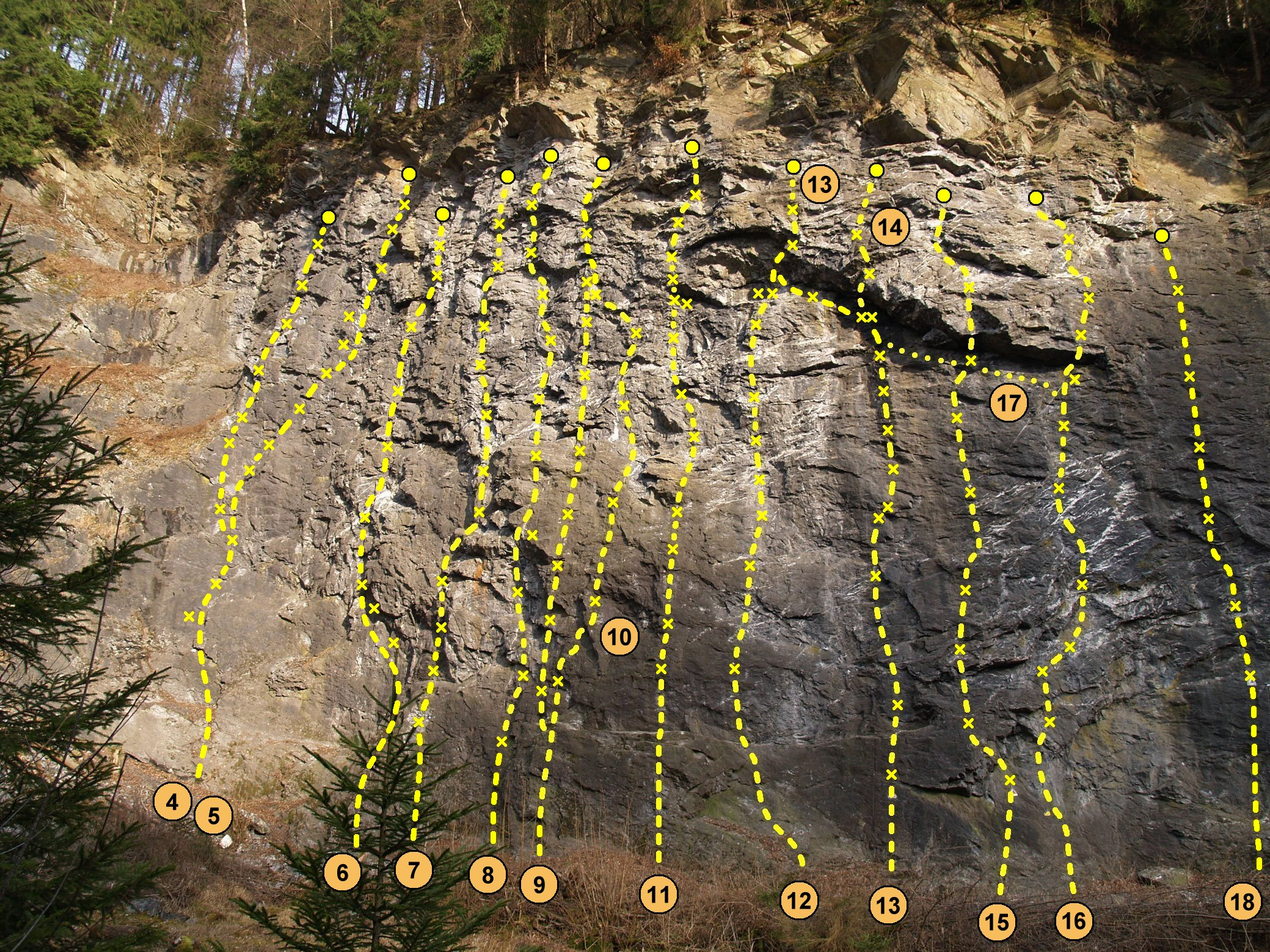
Fototopo mit Kletterrouten vom linken Teil der Hauptwand im Steinbruch Am Bähnchen

Der Steinbruch Am Bähnchen befindet sich südlich von Bestwig im Valmetal. Er liegt an der früheren Bahnstrecke von Bestwig nach Ramsbeck und hat daher als Klettergebiet den Namen Am Bähnchen bekommen, wie die Straße in Bestwig, die in Richtung Klettergebiet führt. Heute wird die ehemalige Bahnstrecke außerhalb der Ortslage als Fahrradweg genutzt. Es handelt sich um einen ehemaligen Kalksteinbruch. Grundstückseigentümer ist Freiherr Carl-Ferdinand von Lüninck aus Ostwig. Die Gebietsbetreuung erfolgt durch den Deutschen Alpenverein Landesverband NRW und der IG Klettern NRW. Für den Alpenverein hat die Sektion Hochsauerland die Gebietspatenschaft übernommen.

## Geschichte
Beim Kalkstein handelt es sich um Sparganophyllumkalk. Über die Abbaugeschichte des Steinbruchs ist bisher nichts bekannt. Der nach Westen ins Tal geöffnete Steinbruch hat eine ovaler Form. Die Felswände im Süden und Osten des Steinbruchs sind bis etwa 25 m hoch und relativ strukturschwach. In den Jahren 2010 und 2011 richtete die Sektion Dortmund des Deutschen Alpenvereins im Steinbruch ein Klettergebiet ein. Im Steinbruch gibt es etwa 25 Kletterrouten. Die längsten Kletterrouten sind 35 m lang.
Mitten im Steinbruch liegt ein Feuchtbiotop mit seltenen Pflanzenarten. Das Feuchtbiotop darf genau wie die Felsköpfe aus Gründen des Artenschutzes nicht betreten werden.

## Biotop Aufgelassener Steinbruch im Sparganophyllum-Kalkzug bei Bestwig
Der Steinbruch ist als geschütztes Biotop nach § 30 BNatSchG mit einer Flächengröße von 0,48 ha aufgenommen worden. Das Biotop hat die Nummer BK-4616-0002 und trägt die Bezeichnung Aufgelassener Steinbruch im Sparganophyllum-Kalkzug bei Bestwig. Lebensraumtypen des Anhang I der FFH-Richtlinie sind die Felsen mit artenreicher Moosvegetation, Quellbereiche mit Kalksinterbildung und ein kleiner Kleinseggensumpf. An den Felswänden kommen bereichsweise typische Felsmoosgesellschaften vor, auf schotterigen Verebnungen im Fels auch Grasfluren. Die nördliche Steinbruchwand wurde leicht abgeschrägt. Hier treten im unteren, östlichen Teil viele Sickerquellzonen zutage, die, wie auch ein überrieselter Felsblock, eine beginnende Kalksinterbildung zeigen. In den Moospolstern wird darüber hinaus abgeschwemmtes Lockergesteinsmaterial zurückgehalten, wodurch die Moospolster inkrustiert werden. Unterhalb der Quellzone hat sich auf der Steinbruchsohle ein seggendominierter Kalksumpf entwickelt. Die Sickerquellzonen weisen Trittschäden auf. Die übrige Steinbruchsohle ist weitgehend verbuscht.
Zum Wert des Biotops führt das Fachinformationssystem aus: „Als einer der wenigen basenreichen Quell- und Sumpfstandorte hat der Steinbruch eine wichtige Bedeutung im regionalen Biotopverbund.“ Aufgrund der Moosvegetation ist der Steinbruch einer der hochwertigsten und schützenswertesten Felsstandorte in der Gemeinde Bestwig.
An den Felsen kommen Weiches Kammmoos (Ctenidium molluscum), Gekräuseltes Spiralzahnmoos (Tortella tortuosa) und Langblättriger Wolfsfuss (Anomodon longifolius) vor. Im Kalk-Kleinseggenried fand man in der Krautschicht Blaugrüne Segge (Carex flacca), Echtes Mädesüß (Filipendula ulmaria),  Spitzblütige Binse (Juncus acutiflorus), Wald-Simse (Scirpus sylvaticus), Sumpf-Dreizack (Triglochin palustris), Wald-Engelwurz (Angelica sylvestris) und Echter Baldrian (Valeriana officinalis).
In der Krautschicht der Kalktuffquellen kommt ebenfalls die Blaugrüne Segge vor. In der Moosschicht der Kalktuffquellen des Steinbruchs wurden Langblättriger Wolfsfuss (Anomodon longifolius) und Veränderliches Starknervmoos (Palustriella commutata) nachgewiesen.
Das Biotop wird als mäßig beeinträchtigt eingestuft. Das Biotopkataster vom Landesamt für Natur, Umwelt und Verbraucherschutz Nordrhein-Westfalen (LANUV) sieht für das Biotop eine Naturschutzgebiet-Ausweisung und die Einstellung des Klettersports vor.